# Nick mano fredda
Nick mano fredda (Cool Hand Luke) è un film del 1967 diretto da Stuart Rosenberg.
Il titolo originale, traducibile come Luke mano fredda, venne cambiato per legarsi al cambiamento del nome del protagonista (Lucas nella versione originale, Nick in quella italiana).
Nel 2005 è stato scelto per la conservazione nel National Film Registry della Biblioteca del Congresso degli Stati Uniti.

## Trama
Condannato a due anni di reclusione (e annessi lavori forzati) per aver distrutto da ubriaco una serie di parchimetri, il brillante Nick diviene un simbolo di ribellione e di antiautoritarismo, amato dai compagni e odiato dai guardiani. Sconfitto dalla vita (la donna che amava l'ha lasciato per un uomo ricco), devastato dai lutti familiari (durante la prigionia la madre muore di cancro) e con niente da perdere, Nick tenta più volte la fuga.
Il secondo tentativo, in particolare, sembra andare a buon fine, tanto che Nick manda una sua foto, in compagnia di due avvenenti ragazze, agli ex amici detenuti, facendo presagire il buon risultato della sua fuga: in realtà si tratta di un fotomontaggio che Nick ha fatto creare per rallegrare i compagni. Nuovamente catturato, tenta la fuga una terza volta: questa volta, però, il tentativo si rivela fatale. Rimarrà comunque vivo nel ricordo ammirato dei compagni di pena.

## Produzione
Donn Pearce, un marinaio mercantile che in seguito era diventato un falsario, scrisse il romanzo Cool Hand Luke circa la sua esperienza come condannato ai lavori forzati in una prigione della Florida. Vendette la storia alla Warner Bros. per $80,000 e ricevette altri $15,000 per scrivere la sceneggiatura. Dopo aver lavorato in televisione per oltre un decennio, Rosenberg scelse di debuttare come regista cinematografico. Portò il copione di Pearce alla Jalem Productions, compagnia di proprietà di Jack Lemmon. Poiché Pearce non aveva esperienza come sceneggiatore, quanto da lui scritto fu rielaborato da Frank Pierson. Conrad Hall fu assunto come direttore della fotografia, mentre il fratello di Paul Newman, Arthur, divenne responsabile dell'unità di produzione. Rosenberg cambiò il finale originale, aggiungendo un lieto fine.

### Casting
Il personaggio di Paul Newman nel film è un veterano decorato (ma anche degradato da sergente a soldato semplice) che viene condannato a scontare due anni di lavori forzati in una prigione rurale in Florida. Egli sfida costantemente l'autorità costituita all'interno della prigione, diventando un leader tra i prigionieri, tentando inoltre la fuga diverse volte. Durante lo sviluppo della sceneggiatura, il ruolo del protagonista era stato inizialmente pensato per Jack Lemmon o Telly Savalas. Newman chiese di interpretare il ruolo principale dopo aver sentito parlare del progetto. Per preparare il suo personaggio, egli si recò in Virginia Occidentale, dove apprese gli accenti locali ed esaminò il comportamento delle persone del luogo. George Kennedy vinse il premio Oscar per la sua interpretazione del carcerato Dragline, che prima picchia Nick ma poi finisce per rispettarlo.
Strother Martin, conosciuto per avere recitato in vari film western, interpretò il "capitano", il capo crudele ed insensibile delle guardie carcerarie, che punisce severamente Nick per i suoi tentativi di fuga. Il ruolo della madre malata di Nick, Arletta, che fa visita al figlio in prigione, fu interpretato da Jo Van Fleet dopo che Bette Davis lo aveva rifiutato. La bionda Joy Harmon venne scritturata per la scena nella quale provoca sensualmente i carcerati mentre lava la macchina, dopo che il suo manager, Leon Lance, aveva contattato la produzione del film. Fece il provino indossando un bikini davanti a Rosenberg e Newman, senza dire una parola.

### Riprese
Le riprese principali si svolsero presso il Delta del Sacramento-San Joaquin. Il set della prigione fu costruito a Stockton, California. La scena iniziale dove Nick danneggia i parchimetri fu girata a Lodi (California). La scena in cui Nick è inseguito dai cani segugi venne girata a Jacksonville, in Florida, presso la Callahan Road Prison.

## Simbolismo religioso
Frank R. Pierson incluse nella revisione del copione di Pearce da lui scritta, degli espliciti simbolismi religiosi. Il film contiene svariati elementi basati su tematiche inerenti al cristianesimo, incluso il concetto del santo martire che alla fine viene sacrificato. Nick è presentato come una "figura redentrice simile a Gesù". Dopo aver vinto la gara delle uova, egli viene mostrato disteso esausto sul tavolo nella posa del Cristo in croce, braccia spalancate e piedi appoggiati l'uno sull'altro. Dopo aver appreso della morte di sua madre, Nick canta Plastic Jesus ("Gesù di plastica").
Nick sfida Dio durante il temporale sulla strada, dicendogli di fare di lui qualsiasi cosa egli voglia, ma di agire e non nascondersi dietro l'indifferenza. Più tardi, mentre sta scavando e riempiendo fosse e viene maltrattato dalle guardie, "vagabondo" (Harry Dean Stanton) esegue il canto spiritual No Grave Gonna Keep my Body Down. Verso la fine del film, Nick si rivolge ancora a Dio, evocando la conversazione tra Dio e Gesù nell'orto del Getsemani, narrata nel Vangelo secondo Luca. Poco dopo, Dragline si comporta come Giuda, consegnando Nick alle autorità, e cercando di convincerlo ad arrendersi. Nella scena finale, Dragline elogia Nick. Spiega che, nonostante la morte di Nick, le sue azioni sono riuscite a sconfiggere il "sistema". L'inquadratura finale mostra i detenuti che lavorano a un bivio dall'alto, in modo tale che l'incrocio abbia la forma di una croce. Sovrapposta a questa c'è la foto strappata e poi riparata che Nick ha inviato durante la sua seconda fuga, le cui pieghe formano anch'esse una croce.

## Distribuzione
- La versione italiana presenta dei tagli: in particolare, la scena della scommessa delle uova è stata interamente tagliata.
- Il doppiaggio della versione italiana è a cura della SAS.

## Riconoscimenti
- 1968 - Premio Oscar
  - Miglior attore non protagonista a George Kennedy
  - Candidatura come Miglior attore protagonista a Paul Newman
  - Candidatura come Migliore sceneggiatura non originale a Donn Pearce e Frank Pierson
  - Candidatura come Miglior colonna sonora a Lalo Schifrin
- 1968 - Golden Globe
  - Candidatura come Miglior attore in un film drammatico a Paul Newman
  - Candidatura come Miglior attore non protagonista a George Kennedy

## Influenza culturale
- Nel film Quando l'amore è magia - Serendipity si cita molte volte questo film, in quanto è la pellicola preferita dal protagonista, e viene anche mostrata una locandina dello stesso.
- La locandina della pellicola è presente anche nel film La 25ª ora del regista Spike Lee.
- La battuta riguardante la scommessa sulle uova ("nessuno può mangiare cinquanta uova") viene citata nella versione italiana del film Giovani, carini e disoccupati (1994, Ben Stiller).
- Il testo recitato da Strother Martin (il "capitano") è stato inserito all'inizio del brano Civil War dei Guns N' Roses. La frase è:«What we've got here is failure to communicate. Some men you just can't reach. So you get what we had here last week. Which is the way he wants it. Well, he gets it. And I don't like it any more than you men».[22] La stessa battuta ("Quello che abbiamo qui è un fallimento della comunicazione", What we've got here is failure to communicate in lingua originale) è inoltre stata inserita nel 2005 nella lista delle cento migliori citazioni cinematografiche di tutti i tempi stilata dall'American Film Institute, nella quale figura all'11º posto[23].